# Peromyscus guardia
Peromyscus guardia is een zoogdier uit de familie van de Cricetidae. De wetenschappelijke naam van de soort werd voor het eerst geldig gepubliceerd door Townsend in 1912.